# CQL (инфопоиск)
CQL (англ. Contextual Query Language — контекстуальный язык запросов, ранее Common Query Language — универсальный язык запросов) — формальный язык для представления запросов к системам информационного поиска, таких как поисковые системы, библиографические каталоги и музейные информационные коллекции.
Построен на семантике Z39.50, цель его создания состояла в том, чтобы запросы могли быть легко прочитаны и написаны человеком, и речь была достаточно понятной при поддержке выражений более сложных языков запросов.
CQL разработан и поддерживается агентством поддержки Z39.50, входящим в состав Библиотеки Конгресса. В настоящее время возможности запросов на CQL перенесены в разработанные тем же агентством протоколы SRU/SRW.

## Примеры
Простые запросы:
dinosaur

"complete dinosaur"

title = "complete dinosaur"

title exact "the complete dinosaur"
Запросы, использующие простые логические конструкции:
dinosaur or bird

Palomar assignment and "ice age"

dinosaur not reptile

dinosaur and bird or dinobird

(bird or dinosaur) and (feathers or scales)

"feathered dinosaur" and (yixian or jehol)
Запросы с доступом к поисковому книжному указателю:
publicationYear < 1980

lengthOfFemur > 2.4

bioMass >= 100
Запросы использующие близость слов в поисковом индексе:
ribs prox/distance<=5 chevrons

ribs prox/unit=sentence chevrons

ribs prox/distance>0/unit=paragraph chevrons
Многомерные запросы:
date within "2002 2005"

dateRange encloses 2003
Запросы использующие поисковую релевантность:
subject any/relevant "fish frog"

subject any/rel.lr "fish frog"
Последний запрос подразумевает использование The CQL Context Set (version 1.1) — одного из специализированных профилей CQL, поддерживаемых агентством Z39.50.